# Gran Premio de Madrid
El Gran Premio de Madrid es la carrera de caballos más importante de España. Se disputa el último de  fin de semana de junio en el Hipódromo de la Zarzuela de Madrid. La carrera está destinada a caballos y yeguas de tres años en adelante sobre una distancia de 2500 metros.
El primer Gran Premio de Madrid se disputó en 1919, en el Hipódromo de la Castellana, sobre una distancia de 2500 metros. Las ediciones de 1922 y 1923 se celebraron sobre los 2400 metros. Con el cierre del Hipódromo de la Castellana en 1933, la edición de ese año se disputó en el Real Hipódromo de Legamarejo y las ediciones de 1934 y 1935 se celebraron en el Hipódromo Municipal de San Sebastián. Después de la guerra civil española, el Gran Premio de Madrid se volvió a disputar en 1941 en el nuevo Hipódromo de la Zarzuela hasta 1993. Las ediciones de 1992 y 1993 se disputaron sobre una distancia de 2400 metros. En 1994 y 1995, los propietarios del hipódromo decidieron sustituir esta carrera por una que estaba destinada a caballos y yeguas de cuatro años en adelante, y en 1996 los responsables del hipódromo decidieron no organizar la temporada de primavera. En 1997 se cerro el hipódromo hasta 2005. En 2006, tras 13 años sin celebrarse, se corrió sobre 2400 metros. Las siguientes ediciones se siguieron disputando sobre esta distancia por obras en el hipódromo y no fue hasta 2009 cuando el Gran Premio de Madrid volvió a su distancia histórica de 2500 metros. El 30 de junio de 2019 se celebrará el centenario de la primera edición.

## Palmarés[1][2][3]
| Gran Premio de Madrid |                                                             |                                                             |                                                             |                                                             |                                                             |
| 2025                  | WAR OF DANCE (IRE)                                          | Ricardo Nicolás Valle                                       | Guillermo Arizcorreta                                       | Cuadra Peques                                               | 2500m                                                       |
| 2024                  | WAR OF DANCE (IRE)                                          | Ricardo Nicolás Valle                                       | Guillermo Arizcorreta                                       | Cuadra Peques                                               | 2500m                                                       |
| 2023                  | EL CANEY (GB)                                               | Alejandro Gutiérrez Val                                     | Ioannes Osorio                                              | Cuadra Santa Bárbara                                        | 2500m                                                       |
| 2022                  | MEDIA STORM (GB)                                            | Valentine Seguy                                             | Gaspar Vaz                                                  | Cuadra Best Horse                                           | 2500m                                                       |
| 2021                  | LORDOFTHEHORIZON (FR)                                       | José Luis Borrego                                           | Patrik Olave                                                | Cuadra Santiago                                             | 2500m                                                       |
| 2020                  | CNICHT (FR)                                                 | Mickaël Forest                                              | David Henderson                                             | Cuadra Nicholas Hughes                                      | 2500m                                                       |
| 2019                  | HIPODAMO DE MILETO (FR)                                     | Clément Cadel                                               | José Calderón                                               | Cuadra Nanina                                               | 2500m                                                       |
| 2018                  | ZASCANDIL (FR)                                              | Borja Fayos                                                 | Christian Delcher                                           | Cuadra Bloke                                                | 2500m                                                       |
| 2017                  | TUVALU (GB)                                                 | Óscar Ortiz de Urbina                                       | Ioannes Osorio                                              | Cuadra Santa Bárbara                                        | 2500m                                                       |
| 2016                  | MADRILEÑO (GB)                                              | Václav Janáček                                              | Guillermo Arizkorreta                                       | Cuadra Popular                                              | 2500m                                                       |
| 2015                  | No se disputó esta edición                                  | No se disputó esta edición                                  | No se disputó esta edición                                  | No se disputó esta edición                                  | No se disputó esta edición                                  |
| 2014                  | FRINE (IRE)                                                 | Jeremy Crocquevieille                                       | Ioannes Osorio                                              | Cuadra Duque de Alburquerque                                | 2500m                                                       |
| 2013                  | ENTRE COPAS (GB)                                            | José Luis Martínez                                          | Ioannes Osorio                                              | Cuadra África                                               | 2500m                                                       |
| 2012                  | KARLUV MOST (FR)                                            | Charles Nora                                                | Juan Luis Maroto                                            | Cuadra Cholaica                                             | 2500m                                                       |
| 2011                  | ENTRE COPAS (GB)                                            | Jeremy Crocquevieille                                       | Ioannes Osorio                                              | Cuadra África                                               | 2500m                                                       |
| 2010                  | KARLUV MOST (FR)                                            | Jeremy Crocquevieille                                       | Juan Luis Maroto                                            | Cuadra Cholaica                                             | 2500m                                                       |
| 2009                  | FARAMIR (IRE)                                               | Jorge Horcajada                                             | Mauricio Delcher Sánchez                                    | Cuadra Miranda                                              | 2500m                                                       |
| 2008                  | BANNABY (FR)                                                | Julien Grosjean                                             | Mauricio Delcher Sánchez                                    | Cuadra Miranda                                              | 2400m                                                       |
| 2007                  | PREMIER GALOP (FR)                                          | Sylvain Hureau                                              | Christian Delcher                                           | Cuadra Zurraquin                                            | 2400m                                                       |
| 2006                  | BALDORIA (IRE)                                              | Jorge Horcajada                                             | Mauricio Delcher Sánchez                                    | Cuadra Madroños                                             | 2400m                                                       |
| 2005 - 1997           | No se disputó debido al cierre del Hipódromo de la Zarzuela | No se disputó debido al cierre del Hipódromo de la Zarzuela | No se disputó debido al cierre del Hipódromo de la Zarzuela | No se disputó debido al cierre del Hipódromo de la Zarzuela | No se disputó debido al cierre del Hipódromo de la Zarzuela |
| 1996 - 1994           | No se disputó esta edición                                  | No se disputó esta edición                                  | No se disputó esta edición                                  | No se disputó esta edición                                  | No se disputó esta edición                                  |
| 1993                  | KING COBRA (GB)                                             | Paul Gilson                                                 | Diego Martínez                                              | Cuadra Dos Hermanas                                         | 2400m                                                       |
| 1992                  | DARIYOUN (USA)                                              | Richard Hills                                               | Enrique Bedouret                                            | Cuadra Alborada                                             | 2400m                                                       |
| 1991                  | MONET (SPA)                                                 | Jesús Albeiro Machado                                       | Román Martín Sánchez                                        | Cuadra Alazán                                               | 2500m                                                       |
| 1990                  | AKELARRE (SPA)                                              | Alan Munro                                                  | José Luis de Salas                                          | Cuadra Lortenia                                             | 2500m                                                       |
| 1989                  | VILLA D'ESTE (GB)                                           | Cristóbal Medina                                            | Mauricio Delcher Poulies                                    | Cuadra Machín                                               | 2500m                                                       |
| 1988                  | VICHISKY (GB)                                               | Ceferino Carrasco                                           | Miguel Alonso Gómez                                         | Cuadra Marquesa de Santa Cruz de Paniagua                   | 2500m                                                       |
| 1987                  | CASUALIDAD (IRE)                                            | Claudio Carudel                                             | Claudio Carudel                                             | Cuadra Rosales                                              | 2500m                                                       |
| 1986                  | CASUALIDAD (IRE)                                            | Claudio Carudel                                             | Claudio Carudel                                             | Cuadra Rosales                                              | 2500m                                                       |
| 1985                  | RICHAL (SPA)                                                | Claudio Carudel                                             | Claudio Carudel                                             | Cuadra Rosales                                              | 2500m                                                       |
| 1984                  | RICHAL (SPA)                                                | Claudio Carudel                                             | Claudio Carudel                                             | Cuadra Rosales                                              | 2500m                                                       |
| 1983                  | BREZO (SPA)                                                 | Claudio Carudel                                             | Claudio Carudel                                             | Cuadra Rosales                                              | 2500m                                                       |
| 1982                  | EL PAIS (GB)                                                | Cristóbal Medina                                            | Julio César Martínez                                        | Cuadra Mendoza                                              | 2500m                                                       |
| 1981                  | EL PAIS (GB)                                                | Román Martín Sánchez                                        | Julio César Martínez                                        | Cuadra Mendoza                                              | 2500m                                                       |
| 1980                  | EL PAIS (GB)                                                | Román Martín Sánchez                                        | Julio César Martínez                                        | Cuadra Mendoza                                              | 2500m                                                       |
| 1979                  | PRÍNCIPE DUERO (SPA)                                        | Paulino García                                              | Francisco Galdeano Torres                                   | Cuadra Corellana                                            | 2500m                                                       |
| 1978                  | EL SEÑOR (IRE)                                              | Román Martín Sánchez                                        | Ángel Penna Jr.                                             | Cuadra Mendoza                                              | 2500m                                                       |
| 1977                  | EL SEÑOR (IRE)                                              | Cristóbal Medina                                            | Ángel Penna Jr.                                             | Cuadra Mendoza                                              | 2500m                                                       |
| 1976                  | RHEFFISSIMO (FR)                                            | Francisco Rodríguez                                         | Jesús Méndez                                                | Cuadra Conde de Villapadierna                               | 2500m                                                       |
| 1975                  | CHACAL (IRE)                                                | Claudio Carudel                                             | Fulgencio de Diego                                          | Cuadra Rosales                                              | 2500m                                                       |
| 1974                  | KING FROG (GB)                                              | Tony Murray                                                 | R. Price                                                    | Yeguada Las Cuevas                                          | 2500m                                                       |
| 1973                  | TAKALA (IRE)                                                | Claudio Carudel                                             | Fulgencio de Diego                                          | Cuadra Rosales                                              | 2500m                                                       |
| 1972                  | MY MOURNE (IRE)                                             | Claudio Carudel                                             | Fulgencio de Diego                                          | Cuadra Rosales                                              | 2500m                                                       |
| 1971                  | TRAVERTINE (FR)                                             | Claudio Carudel                                             | Fulgencio de Diego                                          | Cuadra Rosales                                              | 2500m                                                       |
| 1970                  | IFNIRI (SPA)                                                | M. Giovannelli                                              | Jesús Méndez                                                | Cuadra Conde Villapadierna                                  | 2500m                                                       |
| 1969                  | ARAY (SPA)                                                  | Román Martín Sánchez                                        | Jesús Méndez                                                | Yeguada Ipintza                                             | 2500m                                                       |
| 1968                  | TEBAS (SPA)                                                 | Beltrán Alfonso Osorio y Díez de Rivera                     | Beltrán Alfonso Osorio y Díez de Rivera                     | Cuadra Duque de Alburquerque                                | 2500m                                                       |
| 1967                  | TOTE (SPA)                                                  | Lester Piggott                                              | Manuel García Montalvo                                      | Yeguada Olé                                                 | 2500m                                                       |
| 1966                  | RELTAJ (FR)                                                 | José Antonio Borrego                                        | Jesús Méndez                                                | Cuadra Conde Villapadierna                                  | 2500m                                                       |
| 1965                  | TODO AZUL (GB)                                              | Claudio Carudel                                             | Georges Higson                                              | Cuadra Esperanza                                            | 2500m                                                       |
| 1964                  | MING (SPA)                                                  | Francisco Galdeano Rodríguez                                | Francisco Galdeano Torres                                   | Yeguada Arnús                                               | 2500m                                                       |
| 1963                  | NERTAL (SPA)                                                | Román Martín Sánchez                                        | Jesús Méndez                                                | Yeguada Ipintza                                             | 2500m                                                       |
| 1962                  | NERTAL (SPA)                                                | Román Martín Sánchez                                        | Jesús Méndez                                                | Cuadra Ramón Beamonte                                       | 2500m                                                       |
| 1961                  | CAPORAL (SPA)                                               | Reginald Perkins                                            | Reginald Perkins                                            | Yeguada Figueroa                                            | 2500m                                                       |
| 1960                  | NEMBUTAL (FR)                                               | Claudio Carudel                                             | Jesús Méndez                                                | Cuadra Ramón Beamonte                                       | 2500m                                                       |
| 1959                  | WILDSUN (FR)                                                | Claudio Carudel                                             | Jesús Méndez                                                | Cuadra Ramón Beamonte                                       | 2500m                                                       |
| 1958                  | TERRE DE FRANCE (FR)                                        | Antonio Balcones                                            | Jesús Méndez                                                | Cuadra José Luis Carrera                                    | 2500m                                                       |
| 1957                  | SAMARELLA (FR)                                              | E. Wedderin                                                 | Propietario Art. 88                                         | Cuadra Margarita Zimmerman de Jonescu                       | 2500m                                                       |
| 1956                  | CAPELAN (FR)                                                | José Perelli                                                | Federico García                                             | Cuadra Ramón Beamonte                                       | 2500m                                                       |
| 1955                  | TOURAGUA (SPA)                                              | Guy Edward-Lucien Chancelier                                | Georges Higson                                              | Cuadra Conde Villapadierna                                  | 2500m                                                       |
| 1954                  | PERALTA (SPA)                                               | Victoriano Jiménez                                          | Francisco Cadenas                                           | Cuadra Tomás de Ybarra                                      | 2500m                                                       |
| 1953                  | NARANCO (SPA)                                               | Jacques Alexandre Jean Ramel                                | Georges Higson                                              | Yeguada Donostiarra                                         | 2500m                                                       |
| 1952                  | GOMA (FR)                                                   | Victoriano Jiménez                                          | Georges Higson                                              | Conde Villapadierna                                         | 2500m                                                       |
| 1951                  | TURANDOT II (SPA)                                           | José Perelli                                                | Francisco Cadenas                                           | Yeguada San Jorge                                           | 2500m                                                       |
| 1950                  | RACA (SPA)                                                  | Juan Manuel Méndez                                          | José Cruz Díaz Masa                                         | Yeguada Figueroa                                            | 2500m                                                       |
| 1949                  | IVANHOE (SPA)                                               | Victoriano Jiménez                                          | Gustavo López Luzzatti                                      | Yeguada Militar                                             | 2500m                                                       |
| 1948                  | IVANHOE (SPA)                                               | Victoriano Jiménez                                          | Emilio López de Letona                                      | Yeguada Militar                                             | 2500m                                                       |
| 1947                  | BARATISSIMA (IRE)                                           | Carlos Díez                                                 | Georges Higson                                              | Cuadra Conde de Villapadierna                               | 2500m                                                       |
| 1946                  | GITANILLO (SPA)                                             | Victoriano Jiménez                                          | Emilio López de Letona                                      | Yeguada Militar                                             | 2500m                                                       |
| 1945                  | ANDROMEDA (IRE)                                             | Álvaro Díez                                                 | Georges Higson                                              | Cuadra Cubas                                                | 2500m                                                       |
| 1944                  | RECHERCHE (IRE)                                             | Álvaro Díez                                                 | Georges Higson                                              | Cuadra William Wyndham Torre Torr                           | 2500m                                                       |
| 1943                  | BOUQUET (FR)                                                | Victoriano Jiménez                                          | Emilio López de Letona                                      | Yeguada Militar                                             | 2500m                                                       |
| 1942                  | CAMPRODON (SPA)                                             | Victoriano Jiménez                                          | Emilio López de Letona                                      | Yeguada Militar                                             | 2500m                                                       |
| 1941                  | HEBECOURT (FR)                                              | Álvaro Díez                                                 | Georges Higson                                              | Cuadra Conde de Romanones                                   | 2500m                                                       |
| 1940 - 1936           | No se disputó debido a la Guerra Civil Española             | No se disputó debido a la Guerra Civil Española             | No se disputó debido a la Guerra Civil Española             | No se disputó debido a la Guerra Civil Española             | No se disputó debido a la Guerra Civil Española             |
| 1935                  | BADARKABLAR (FR)                                            | Michael Leforestier                                         | Georges Higson                                              | Cuadra Carlos Figueroa                                      | 2500m                                                       |
| 1934                  | BOBI (SPA)                                                  | Carlos Díez                                                 | M. Novella                                                  | Cuadra Fernando Plá Peñalver                                | 2500m                                                       |
| 1933                  | WHO'S HE (GB)                                               | D. Fernández                                                | L. Barreiro                                                 | Cuadra Ramón G. de las Cortinas                             | 2500m                                                       |
| 1932                  | ATLANTIDA (SPA)                                             | Victoriano Jiménez                                          | M. E. Outré                                                 | Cuadra Conde de la Cimera                                   | 2500m                                                       |
| 1931                  | ATLANTIDA (SPA)                                             | Victoriano Jiménez                                          | Georges Flatman                                             | Cuadra Conde de la Cimera                                   | 2500m                                                       |
| 1930                  | JATIVA (FR)                                                 | José Perelli                                                | Valero Pueyo                                                | Cuadra Marqués de Valderas                                  | 2500m                                                       |
| 1929                  | COLINDRES (SPA)                                             | Carlos Belmonte                                             | Georges Flatman                                             | Cuadra Conde de la Cimera                                   | 2500m                                                       |
| 1928                  | COLINDRES (SPA)                                             | Carlos Belmonte                                             | Georges Flatman                                             | Cuadra Conde de la Cimera                                   | 2500m                                                       |
| 1927                  | COLINDRES (SPA)                                             | Carlos Belmonte                                             | Georges Flatman                                             | Cuadra Georges Flatman                                      | 2500m                                                       |
| 1926                  | APA NOY (SPA)                                               | José Perelli                                                | Manuel de Rivera                                            | Cuadra Barón de Güell                                       | 2500m                                                       |
| 1925                  | MUSSOLINI (SPA)                                             | Michael Leforestier                                         | G. Daniels                                                  | Cuadra Barón de Velasco                                     | 2500m                                                       |
| 1924                  | LIGHTFOOT (SPA)                                             | Winder                                                      | L. Flatman                                                  | Cuadra Conde de la Cimera                                   | 2500m                                                       |
| 1923                  | RUBAN (FR)                                                  | Lucien Lyne                                                 | Adolph de Neuter                                            | Cuadra Duque de Toledo                                      | 2400m                                                       |
| 1922                  | ALBANO (SPA)                                                | Vicente Díez                                                | Juan Ceca                                                   | Cuadra María de Ussía                                       | 2400m                                                       |
| 1921                  | NOUVEL AN (FR)                                              | George Archibald                                            | J. Freeman                                                  | Cuadra Cimera - Martorell                                   | 2500m                                                       |
| 1920                  | NOUVEL AN (FR)                                              | George Archibald                                            | J. Freeman                                                  | Cuadra Cimera - Martorell                                   | 2500m                                                       |
| 1919                  | NOUVEL AN (FR)                                              | George Archibald                                            | J. Freeman                                                  | Cuadra Cimera - Martorell                                   | 2500m                                                       |